# Anabasis jaxartica
Anabasis jaxartica là loài thực vật có hoa thuộc họ Dền. Loài này được (Bunge) Benth. ex Iljin mô tả khoa học đầu tiên năm 1936.